# Júlio Santos (atleta)
Júlio Santos (nascido em 30 de maio de 1936) é um atleta português. Ele competiu no decatlo masculino nos Jogos Olímpicos de Verão de 1960.